# Нижнесолоновский
Нижнесолоновский — хутор в Суровикинском районе Волгоградской области России.
Входит в состав Верхнесолоновского сельского поселения. Ранее, на основе закона Волгоградской области «Об установлении границ и наделении статусом Суровикинского района и муниципальных образований в его составе» от 28 октября 2004 года, входил в состав Верхнеосиновского сельского поселения.

## География
На хуторе имеется одна улица — Речная.

## Население
| 2010 |
| ---- |
| 75   |

Население хутора в 2002 году составляло 100 человек.